# پرچم سیشل
پرچم سیشل برای اولین بار در ۱۸ ژوئن ۱۹۹۶ به رسمیت شناخته شد. به‌عنوان پرچم ملی و نشان ملی شناخته می‌شود و همچنین دارای تناسب ۱:۲ می‌باشد.

## نگارخانه